# Iwi

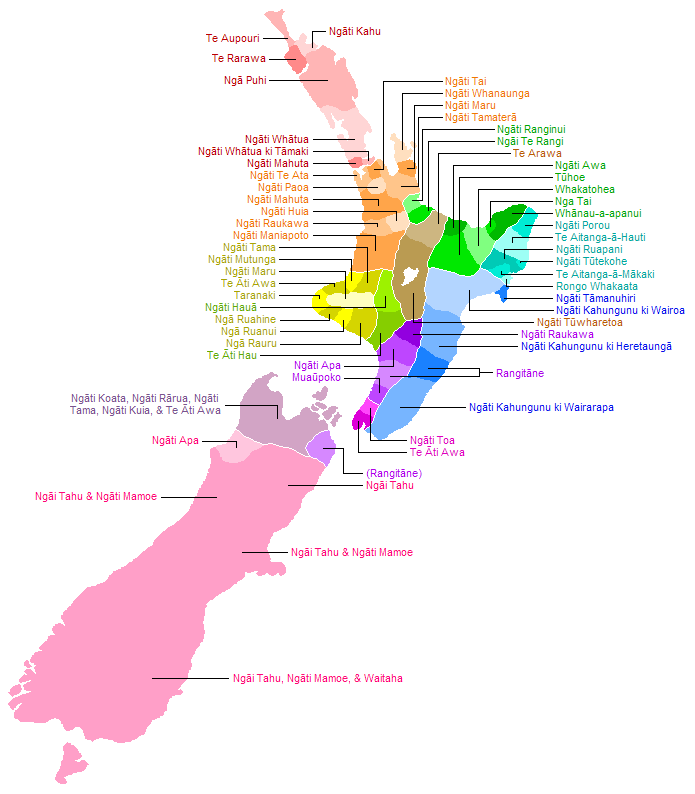
Localització dels iwis a Nova Zelanda.

L'iwi és la principal unitat social dins la societat maori. Iwi significa poble, i en la majoria de casos el sentit de iwi és anàleg al de tribu o clan, tot i que un iwi pot estar format per diferents tribus. Les recerques antropològiques han mostrat que, gairebé sempre, abans de la colonització europea, els maoris estaven principalment repartits en grups més petits tals com els whānau (grans famílies) e les hapū (sub-tribus).
Cada iwi pot ser dividit en hapū (sub-tribus). Per exemple, l'iwi Ngāti Whātua està format per quatre hapū: Te Uri-o-Hau, Te Roroa, Te Taou, et Ngāti Whātua i Ōrākei.